# ГАЕС Анапо
ГАЕС Анапо — гідроелектростанція на півдні Італії, на острові Сицилія.
Споруди ГАЕС розташовані трохи більше ніж за 10 км на північний захід від міста Сиракуза. Штучний нижній резервуар площею поверхні 0,46 км2 та об'ємом 7 млн м3 створили в долині Анапо, лівої притоки річки Ciane (впадає в Іонічне море у гавані Сиракузи). Так само штучний верхній резервуар площею поверхні 0,36 км2 та об'ємом 5 млн м3 розташований на відстані до 1 км на горі, що утворює північну (ліву) сторону долини Анапо. При створеному між водоймами напорі у 312 метрів схема дає змогу запасти воду в еквіваленті 4 млн кВт·год електроенергії.
Машинний зал станції споруджений у підземному виконанні та має розміри 20 × 156 метрів при висоті 45 метрів. Крім того, так само під землею розташоване приміщення для трансформаторного обладнання розмірами 15 × 158 метрів та висотою 17 метрів.
Зал обладнано чотирма оборотними гідроагрегатами потужністю по 125 МВт у турбінному та по 145 МВт у насосному режимах.